# Xiangxiang
Xiangxiang (en chino, 湘乡; pinyin, Xiāngxiāng) es un municipio  bajo la administración directa de la Prefectura Xiangtan en la Provincia de Hunan, República Popular China.  Su área es de 1966 km² y su población total para 2010 superó los 780 mil de habitantes. 

## Administración
Desde octubre de 2022, el  Municipio Xiangxiang se divide en 22 pueblos que se administran en 4 subdistritos,  15 poblados y 3 villas.

## Toponimia
El topónimo "Xiangxiang" proviene de un título nobiliario. En el año 3 aC, el emperador Ai de la Dinastía Han Occidental concedió la cuenca del río Lian (涟水) a Liu Chang (刘昌) y lo nombró Marqués de Xiangxiang (湘乡侯) y se estableció el Marquesado Xiangxiang (湘乡侯国), fue cuando "Xiangxiang" comenzó a aparecer como nombre para este lugar. Al principios de la Dinastía Han Oriental, se estableció oficialmente el condado, y en 1996 se elevó a ciudad municipal.